# Świerczyna (Leszno)
Pour les articles homonymes, voir Świerczyna.
Świerczyna (prononciation : [ɕfjɛrˈt͡ʂɨna]) est un village polonais de la gmina d'Osieczna dans le powiat de Leszno de la voïvodie de Grande-Pologne dans le centre-ouest de la Pologne.
Il se situe à environ 7 kilomètres à l'est d'Osieczna (siège de la gmina), à 16 kilomètres au nord-est de Leszno (siège du powiat) et à 55 kilomètres au sud de Poznań (capitale régionale).
Le village possédait une population de 860 habitants en 2007.

## Histoire
De 1975 à 1998, le village faisait partie du territoire de la voïvodie de Leszno.

Depuis 1999, Świerczyna est situé dans la voïvodie de Grande-Pologne.